# Giro di Toscana 1936
Il Giro di Toscana 1936, dodicesima edizione della corsa, valido come prima prova del Campionato italiano 1936, si svolse il 5 aprile su un percorso di 295,4 km con partenza a Galluzzo e arrivo a Firenze. 
Fu vinto dall'italiano Giovanni Cazzulani, che completò il percorso in 10h00'00", precedendo in volata ristretta i connazionali Mario Cipriani e Giovanni Gotti; conclusero la prova 28 dei 76 ciclisti al via.

## Percorso
Il percorso partiva da Galluzzo (poco fuori Firenze), e, superate Cerbaia e la salita di Montespertoli, prevedeva il transito da Castelfiorentino (km 32), Fucecchio e Pontedera per giungere a Pisa dopo 92,5 km; da qui si avviava verso Bagni San Giuliano, Lucca (km 115,5) e Pescia, e quindi sulla Montagna pistoiese con la salita da Vellano al bivio per Marliana (805 m s.l.m.) e la discesa a Montecatini Terme (km 160). 
Oltrepassate Pieve a Nievole e Pistoia (km 174,3), attraversava Poggio a Caiano, Signa e Lastra a Signa (km 199,6) per risalire quindi la Val di Pesa via Ginestra, di nuovo Cerbaia, San Casciano e Mercatale e giungere a Greve in Chianti (km 237,8). 
Da qui, superato il Passo del Sugame (537 m s.l.m.), giungeva in Valdarno, a Figline, per rientrare a Firenze dopo il transito da Incisa e Pontassieve. 
L'arrivo, dopo 295,4 km di corsa, era posto allo Stadio Giovanni Berta.

## Ordine d'arrivo (Top 10)
| Pos. | Corridore          | Squadra | Tempo     |
| ---- | ------------------ | ------- | --------- |
| 1    | Giovanni Cazzulani | Gloria  | 10h00'00" |
| 2    | Mario Cipriani     | Frejus  | s.t.      |
| 3    | Giovanni Gotti     | Legnano | s.t.      |
| 4    | Gino Bartali       | Legnano | a 1'00"   |
| 5    | Aldo Bini          | Maino   | a 5'00"   |
| 6    | Learco Guerra      | Legnano | s.t.      |
| 7    | Adriano Vignoli    | Legnano | s.t.      |
| 8    | Luigi Giacobbe     | Maino   | a 7'00"   |
| 9    | Ezio Cecchi        | Gloria  | s.t.      |
| 10   | Elio Maldini       | Frejus  | a 11'00"  |